# Logatec
Logatec – miasto w zachodniej Słowenii, siedziba gminy Logatec. W 2018 roku liczył 9428 mieszkańców.